# Gurmels
Gurmels (toponimo tedesco; in francese Cormondes) è un comune svizzero di 4 287 abitanti del Canton Friburgo, nel distretto di Lac.

## Geografia fisica
Gurmels comprende una parte del lago di Schiffenen.

## Storia
Il comune di Gurmels è stato istituito il 1º gennaio 1978 con la fusione dei comuni soppressi di Grossgurmels e Monterschu; il 1º gennaio 2000 ha inglobato il comune soppresso di Kleingurmels, il 1º gennaio 2003 quelli di Guschelmuth (a sua volta istituito nel 1978 con la fusione dei comuni soppressi di Grossguschelmuth e Kleinguschelmuth), Liebistorf e Wallenbuch e il 1º gennaio 2005 quello di Cordast; capoluogo comunale è Grossgurmels.

## Società

### Evoluzione demografica
L'evoluzione demografica è riportata nella seguente tabella (dal 2000 con Kleingurmels):
Abitanti censiti

## Geografia antropica

### Frazioni
Le frazioni di Gurmels sono:
- Cordast[4]
- Grossgurmels
- Guschelmuth[2]
  - Grossguschelmuth
  - Kleinguschelmuth
- Kleingurmels[5]
- Liebistorf[6]
- Monterschu[7]
- Wallenbuch[8]